# J. R. Koch
Pour les articles homonymes, voir Koch.
Jason Robert « J. R. » Koch, né le 10 septembre 1976 à Peoria (Illinois), aux États-Unis, est un ancien joueur américain de basket-ball. Il joue au poste de pivot.

## Nominations
- 1999: Drafté au 2e tour, en tant que 20e choix par les Shorecast du New Jersey (USBL).
- 1999: Drafté au 2e tour, en tant que 46e choix par les Knicks de New York (NBA).

## Summer League
- 1998-1999: Participe au Portsmouth Pre NBA Draft Tournament.
- 1999-2000: Participe au Training Camp des Nets de New-Jersey.
- 1999-2000: Participe à la Roockie Mountain Revue avec les Suns de Phoenix.
- 2001-2002: Participe à la Orlando Summer League avec les Pacers d'Indiana.